# Smolanka (obwód odeski)
Smolanka (ukr. Смолянка) – wieś na Ukrainie, w obwodzie odeskim, w rejonie podolskim, w hromadzie Kodyma. W 2001 liczyła 434 mieszkańców, spośród których 422 wskazało jako ojczysty język ukraiński, 8 rosyjski, a 4 mołdawski.